# Podgorina
La Podgorina (en serbe cyrillique : Подгорина) est une région située à l'ouest de la Serbie. 
La Podgorina est une sous-région de la Kolubara ; elle correspond à la partie haute du cours de la rivière Kolubara, la « Haute Kolubara ». Les localités les plus importantes du secteur sont Valjevo et Mionica.